# Жёлтая ворона
«Жёлтая ворона» (яп. 黄色いからす Киирой карасу, англ. Yellow Crow) — кинофильм режиссёра Хэйноскэ Госё, вышедший на экраны в 1957 году.

## Сюжет
После десятилетней разлуки возвратился домой репатриированный из Китая Итиро Ёсида — отец мальчика Киёси. Отвыкший за долгие годы от сына, отец не уделяет мальчику никакого внимания, часто несправедливо его наказывает и всю свою нежность отдаёт маленькой дочке, родившейся после его возвращения. Мальчик видит всю несправедливость отца и, обиженный, уходит из дому. Отец понял, что был неправ, что виноват перед сыном. Мать находит мальчика и приводит его домой. Отец и сын с этого дня становятся друзьями.

## В ролях
- Тикагэ Авасима — Матико Ёсида
- Юноскэ Ито — Итиро Ёсида
- Кинуё Танака — Юкико Мацумото
- Ёсико Куга — Ясуко Асихара
- Кодзи Ситара — Киёси Ёсида
- Дзюн Татара — Акидзуки
- Тосио Такахара — Судзуки
- Тёко Иида — бабушка
- Дзэкё Накамура — Окамото
- Тон Симада
- Ёити Нумата — учитель Мураками

## Премьеры
- — Премьера фильма в Японии состоялась 27 февраля 1957 года в Токио[1].
- — в советском прокате с апреля 1959 года[комм. 1][2].

## Премии и номинации
- Премия «Золотой Глобус» ассоциации иностранной кинопрессы, аккредитованной в Голливуде

- 15-я церемония награждения (за 1957 год)

- премия лучшему фильму на иностранном языке

- Премия журнала «Кинэма Дзюмпо» (1958)

- 31-я церемония награждения (за 1957 год)

- Фильм выдвигался на премию «Кинэма Дзюмпо» в номинации за лучший фильм 1957 года, однако по результатам голосования занял лишь 23-е место.

## Комментарии
1. ↑  В прокате СССР фильм демонстрировался с 13 апреля 1959 года, р/у 1193/58 — опубликовано: журнал для работников кинопроката "Новые фильмы" (ориентировачный план выпуска новых художественных фильмов во II квартале 1959 г.), «Рекламфильм», М.-1959, стр. 9.